# الحرس الجمهوري اللبناني
الحرس الجمهوري اللبناني هو أحد الألوية التابعة للقوات المسلحة اللبنانية والمسؤول عن حماية رئيس الجمهورية اللبنانية.

## التاريخ
منذ انتخاب أول رئيس للجمهورية اللبنانية في عهد الانتداب الفرنسي على لبنان عام 1926 وصولاً إلى ما بعد الاستقلال، كانت وحدة من الدرك تعرف بال «دراغون» تقوم بحماية رئيس الجمهورية اللبنانية، وفي العام 1949 أنشأت قيادة الجيش سرية الحرس الجمهوري وكلًّفتها بحماية رئيس الجمهورية وأفراد عائلته والدفاع عن القصر الجمهوري وارتبطت مباشرة بلفيف المقر العام، وكانت هذه السرية تتألف من:
1.  فصيلة حراسة وتشريفات.
2.  فصيلة مواكبة.
3.  فصيلة احتياط وتدريب.
في العام 1969 وبالرغم من صدور قرار بإنشاء فوج الحرس الجمهوري في العام 1969 لم تنشأ سرية الحرس الجمهوري المستقلَّة حتى عام 1974، وفي العام 1982 ألغيت سرية الحرس الجمهوري وأنشئت كتيبة الحرس الجمهوري.
وارتبطت كتيبة الحرس الجمهوري مباشرة بقيادة الجيش وكانت تتألف من:
1.   سرية قيادة وخدمة
2.   سريتي حراسة وتشريفات (بمعدل مئة عنصر لكل سرية بما فيها فصيلة هاون 81 ملم مؤلفة من قطعتين لكل سرية).
ثم أنشئ لواء الحرس الجمهوري وفقاً لما يلي:
3.   القيادة وسرية القيادة
4.   كتيبة الحرس الجمهوري الأولى
5.   باقي القطع تنشأ لاحقاً وفقاً للحاجة بناء لاقتراح قائد اللواء
6.   سرية موسيقى الجيش
أنشئت كتيبة الحرس الجمهوري الثانية اعتباراً من 7/7/1983 واعتمد لها التنظيم نفسه الذي اعتمد لكتيبة الحرس الجمهوري التي أنشئت بتاريخ 1/1/1982. وبعد ذلك، تم إلغاء وإعادة إنشاء لواء الحرس الجمهوري وفقاً للتنظيم الجديد وتم إلحاق سرية موسيقى الجيش بلواء القيادة والدعم وفقاً لما يلي:
1.   القيادة وسرية القيادة
2.   كتيبة الحراسة والتشريفات الأولى
3.   كتيبة الحراسة والتشريفات الثانية
4.   كتيبة الحراسة والتشريفات الثالثة
ثم تم تعديل تسمية قطع اللواء فأصبحت
1.   كتيبة الحرس الجمهوري الأولى.
2.   كتيبة الحرس الجمهوري الثانية.
3.   كتيبة الحرس الجمهوري الثالثة (تنشأ لاحقاً).
كما تم إلغاء كتيبة الحرس الجمهوري الثانية وأنشئت كتيبة الدعم في اللواء في 1984 وأعيد إنشاء كتيبة الحرس الجمهوري الثانية في 1992 وأخذت ادارياً في الكتيبة اللوجستية.
وبموجب مذكرة الخدمة رقم 797 / ت خ /العديد / س تاريخ 21 / 10 / 1999 تم تعديل جدول عديد وتجهيز لواء الحرس الجمهوري بإضافة المركز الطبي على تنظيمه السابق وأصبح يتألف من:
-      القيادة وسرية القيادة.
-      الكتيبة الأولى (كتيبة حراسة وتشريفات).
-      الكتيبة الثانية (كتيبة حماية ومواكبة).
-       كتيبة الدعم.
-      الكتيبة اللوجستية.
-      المركز الطبي.
ثم تم تعديل تسمية قطع اللواء بموجب م.خ رقم 8203 /ع د/ تقني/ ت تاريخ 18/3/2010، استناداً إلى القرار رقم 797/أأ/ق تاريخ 19/2/2010 فأصبحت على الشكل التالي:
-         كتيبة التشريفات.
-         كتيبة الحراسة والمواكبة.
-         كتيبة الدعم.
-         الكتيبة اللوجستية.
-         سرية القيادة.
-         المركز الطبي.
ألغي لواء الحرس الجمهوري وأعيد إنشاؤه وأصبح مرتبطاً مباشرة بقيادة الجيش اللبناني.

## التنظيم
يتألف لواء الحرس الجمهوري من:
قيادة اللواء
- قائد اللواء
- مساعد قائد اللواء
- رئيس أركان اللواء.

الأقسام
- القسم الأول
- القسم الثاني
- القسم الثالث
- القسم الرابع
- قسم التوجيه والاعلام
- قسم التأليل.

الكتائب
- كتيبة التشريفات
- كتيبة الحراسة والمواكبة
- كتيبة الدعم
- الكتيبة اللوجستية.

سرية القيادة
المركز الطبي.

## المهام
يتولّى لواء الحرس الجمهوري المهام التالية:
تأمين الحماية الفعالة لرئيس الجمهورية وأفراد عائلته في الإقامة والانتقال وأماكن تواجدهم
تأمين الحماية لملوك ورؤساء الدول الذين يستضيفهم رئيس الجمهورية وجميع زواره الرسميين والدبلوماسيين وضيوفه
تقديم مراسم التكريم والتشريفات المخصصة للرئيس ولأصحاب الاستحقاق من الرسميين اللبنانيين والأجانب
الدفاع الفعّال عن القصر الجمهوري ومحيطه وأي مكان آخر يقيم فيه الرئيس
احتياط قيادة الجيش.

### المهام التفصيلية
تأمين أمن مقرات إقامة رئيس الجمهورية:
1.القصر الجمهوري – بعبدا
2. المقر الصيفي لرئاسة الجمهورية - قصر بيت الدين
3. باقي مقرات الإقامة
المواكبة الأمنية للرئيس خلال الانتقال
حفظ أمن الاحتفالات والمناسبات الوطنية والنشاطات التي يترأسها أو يحضرها رئيس الجمهورية
تحضير زيارات فخامة رئيس الجمهورية إلى خارج لبنان واتخاذ الإجراءات التنظيمية والأمنية اللازمة للتأمين
حفظ أمن وسلامة الرئيس خلال الزيارة
تأمين الأمن والحماية لرؤساء الدول خلال زيارتهم للبنان
تأمين أمن المؤتمرات الهامة التي تعقد في لبنان.

## الشعار
يتألف شعار لواء الحرس الجمهوري من:
‌أ- العلم اللبناني على شكل درع: العلم رمز الشرعية والوطن والدرع رمز الحماية.
‌‌ب- إكليل من سعفة غار وسعفة سنديان: الغار رمز النصر والسنديان رمز الديمومة والعنفوان

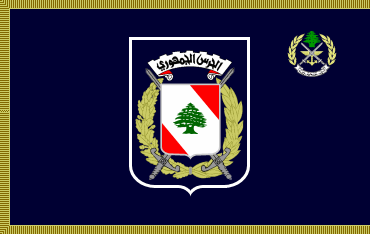
شعار الحرس الجمهوري اللبناني

‌‌ج- سيفان متقاطعان: رمز الحزم والسلطة.
‌‌‌د- خلفية للشعار لون كحلي ملكي على شكل درع: اللون الخاص بالحرس الجمهوري.
‌‌‌يتوسط العلم اللبناني الشعار ويتقاطع خلفه السيفان ويحيط به الإكليل وتعلوه عبارة «الحرس الجمهوري».

## قادة اللواء
- اللواء الركن منير سردوك مــن 01/ 01 / 1983 ولغـايــــة 28 / 06 / 1983.
- المقدم الركن لويس قسيس  مــن 29/ 06 / 1983 ولغـايــــة 31 / 12 / 1983.
- العقيد الركن لويس قسيس مــن 01/ 01 / 1984 ولغـايـــة 02 / 10 / 1988.
- العقيد الركن فرنسوا الزين مــن 03 / 10 / 1988 ولغـايـــة 31 / 12 / 1988.
- العميد الركن فرنسوا الزين مــن 01 / 01 / 1989 ولغـايـــة 19 / 02 / 1989.
- العميد الركن ميشال أبو رزق مــن 20 / 02 / 1989 ولغـايـــة 16 / 10 / 1990.
- العقيد الركن ميشال حرّوق مــن 17 / 10 / 1990 ولغـايـــة 01 / 07 / 1994.
- العميد الركن ميشال حرّوق مــن 02 / 07 / 1994 ولغـايـــة 23 / 11 / 1998.
- العقيد مصطفى حمدان مــن 24 / 11 / 1998 ولغـايـــة 31/ 12 / 2003.
- العميد مصطفى حمدان مـــن 01 / 01 / 2004 ولغـايــة 05 / 07 / 2004.
- العميد الركن مصطفى حمدان مـــن 06 / 07 / 2004 ولغـايــة 01 /09/ 2005.
- العميد الركن خليل مسن مسير أعمال اللواء من02/09/2005 ولغاية 27 /12/ 2007.
- العميد الركن خليل مسن مـــن 28 / 12 / 2007 ولغـايــــة 26/05/2008.
- العميد وديع الغفري  مـــن 27/05/2008 ولغـايــــة 06/11/2016.
- العميد سـلـيـم الفغــالـي مــن 7/11/2016